# Franciszek Wichert

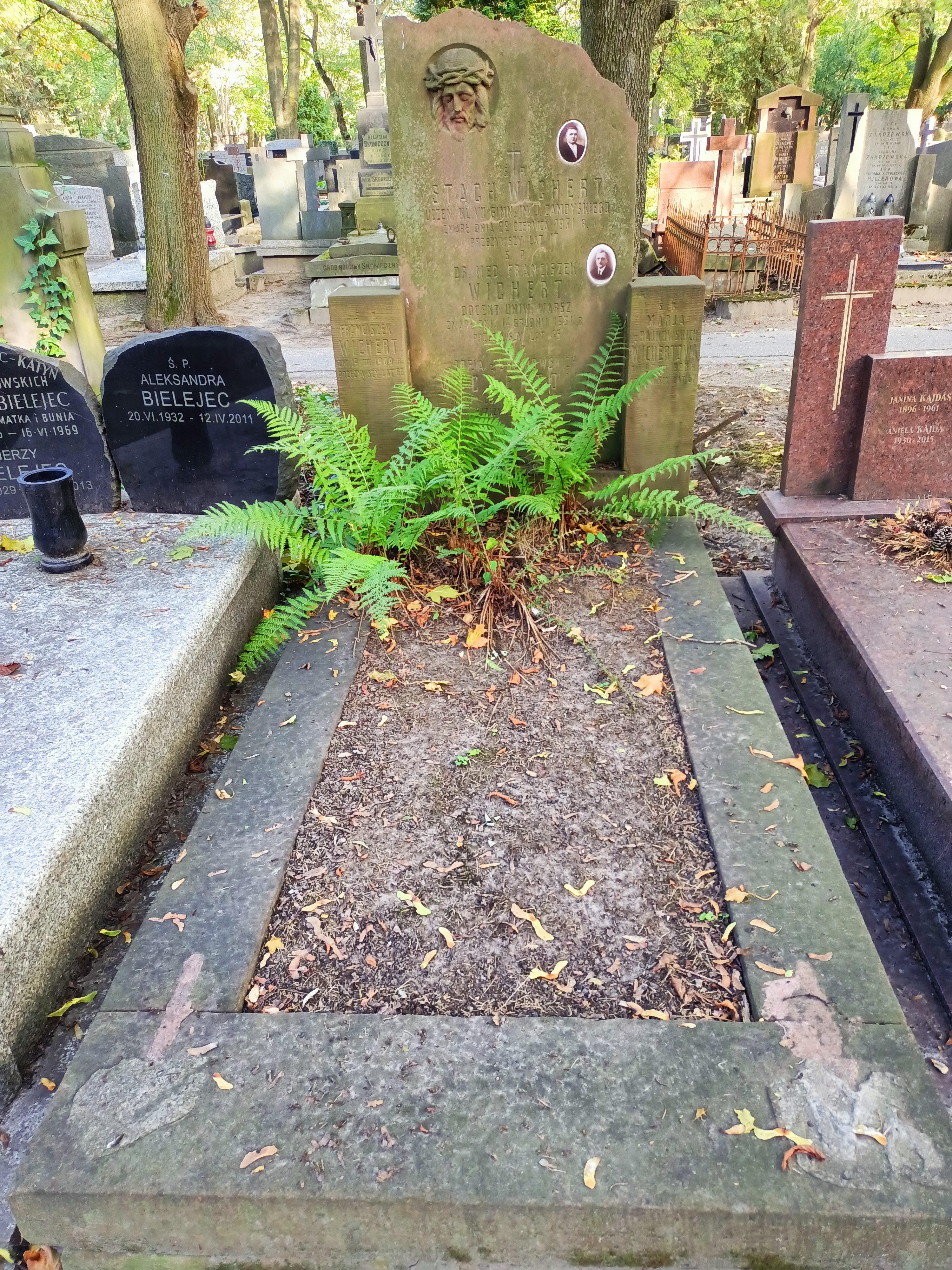
Grób Franciszka Wicherta na Cmentarzu Powązkowskim w Warszawie

Franciszek Józef Wichert (ur. 9 października 1885 w Grodzisku, zm. 14 grudnia 1931 w Warszawie) – polski lekarz psychiatra i neuropatolog.

## Życiorys
Syn Franciszka Ludwika (1849-1909) i Marii z Bajkowskich. Ukończył IV Gimnazjum w Warszawie. Studia medyczne odbył na Uniwersytecie Warszawskim, Uniwersytecie Jagiellońskim i Uniwersytecie Moskiewskim, tam w 1910 roku otrzymał dyplom lekarski. Od 19 kwietnia 1911 był asystentem w Szpitalu św. Jana Bożego. W 1928 został doktorem medycyny, w 1930 roku habilitował się pod kierunkiem Jana Mazurkiewicza.
Żonaty z Zofią z Grzybowskich, mieli syna Stanisława (zm. 22 czerwca 1931). Pochowany został na Cmentarzu Powązkowskim w Warszawie (kwatera 294 rząd 2, miejsce 12)

## Dorobek naukowy
Opisał odmianę porażenia postępującego, określaną w literaturze medycznej jako postać Wicherta porażenia postępującego.

## Wybrane prace
- O zaburzeniach afektywnych w parkinsonowskich postaciach porażenia postępującego. Rocznik Psychjatryczny 2 s. 85-88, 1925
- Z kazuistyki psychjatrycznej zaburzeń zewnątrzwydzielniczych. Rocznik Psychjatryczny 2, s. 89-98, 1925
- Zespół parkinsonowski w porażeniu postępującem. Rocznik Psychjatryczny 3, 41–54, 1926
- Messing Z, Wichert F. Przyczynek do sprawy anatomicznej lokalizacji afektów i ich zaburzeń. Rocznik Psychjatryczny 4, s. 65-82, 1926
- Zespół Parkinsonowski w porażeniu postępującem. Warszawa, 1928
- Ein Beitrag zur Frage des Vorhandenseins und der Lokalisation der vegetativen Zentren in der Grosshirnrinde. Journal für Psychologie und Neurologie 37, s. 693-712, 1928/1929
- Rzadkie objawy wegetacyjne w przypadku padaczki Jacksonowskiej i próba ich lokalizacji. Rocznik Psychjatryczny 8, 70–94, 1928
- O psychozach objawowych wywołanych zapaleniem pochodzenia prawdopodobnie gruźliczego, 1929
- Wichert F, Dreszer R. Z histopatologii padaczki. Rocznik Psychjatryczny 10, s. 34–78, 1929
- Wichert F, Dreszer R. Histopatologja ośrodkowego układu nerwowego w alkoholizmie. Rocznik Psychjatryczny 16, s. 51–64, 1931